# V. K. Ratliff
Pour les articles homonymes, voir Ratliff.
V. K. Ratliff est un personnage de roman de William Faulkner. Il apparaît dans la trilogie des Snopes.
Il vend la plupart du temps des machines à coudre mais aussi à l'occasion des orgues de salon, des postes de radio ou de télévision. Cousin des Snopes, il est un temps propriétaire en association avec un cousin à Jefferson, puis le cède cédé à Flem Snopes.
Il s'appelle Vladimir Kyrilytch, descendant d'un pionnier de la ville de Jefferson, son ancêtre et aussi son homonyme. Il vit chez sa sœur et sa famille à Jefferson. Il est le descendant d'un mercenaire russe dans l'armée britannique durant la Guerre de Sécession envoyé en Virgine lorsque Burgoyne s'est rendu à Saratoga, s'est échappé et caché chez une fille nommée Nelly Ratcliffe, dont il a eu un enfant. 

Dans Sartoris/Étendard dans la poussière, Tandis que j'agonise, et les histoires de Lizards in Jamshyd's Courtyard et Centaur in Brass, toutes les deux réécrites, il est nommé V. K. Suratt. Faulkner a changé le nom car il était porté par une personne vivante.

### Éditions françaises
- Le Hameau, traduit de l'anglais par René Hilléret, Paris, Gallimard, 1959 (BNF 33003557)
- Le Hameau, dans le volume Les Snopes de William Faulkner, traduction révisée, Paris, Gallimard, coll. Quarto, 1985  (ISBN 978-2-07-078373-1) (BNF 41166688)